# محمدية (فلاورجان)
محمدية (بالفارسية: محمدیه) هي قرية تقع في البلدة المركزية في إيران. يقدر عدد سكانها بـ 1,358 نسمة .